# Florabrücke

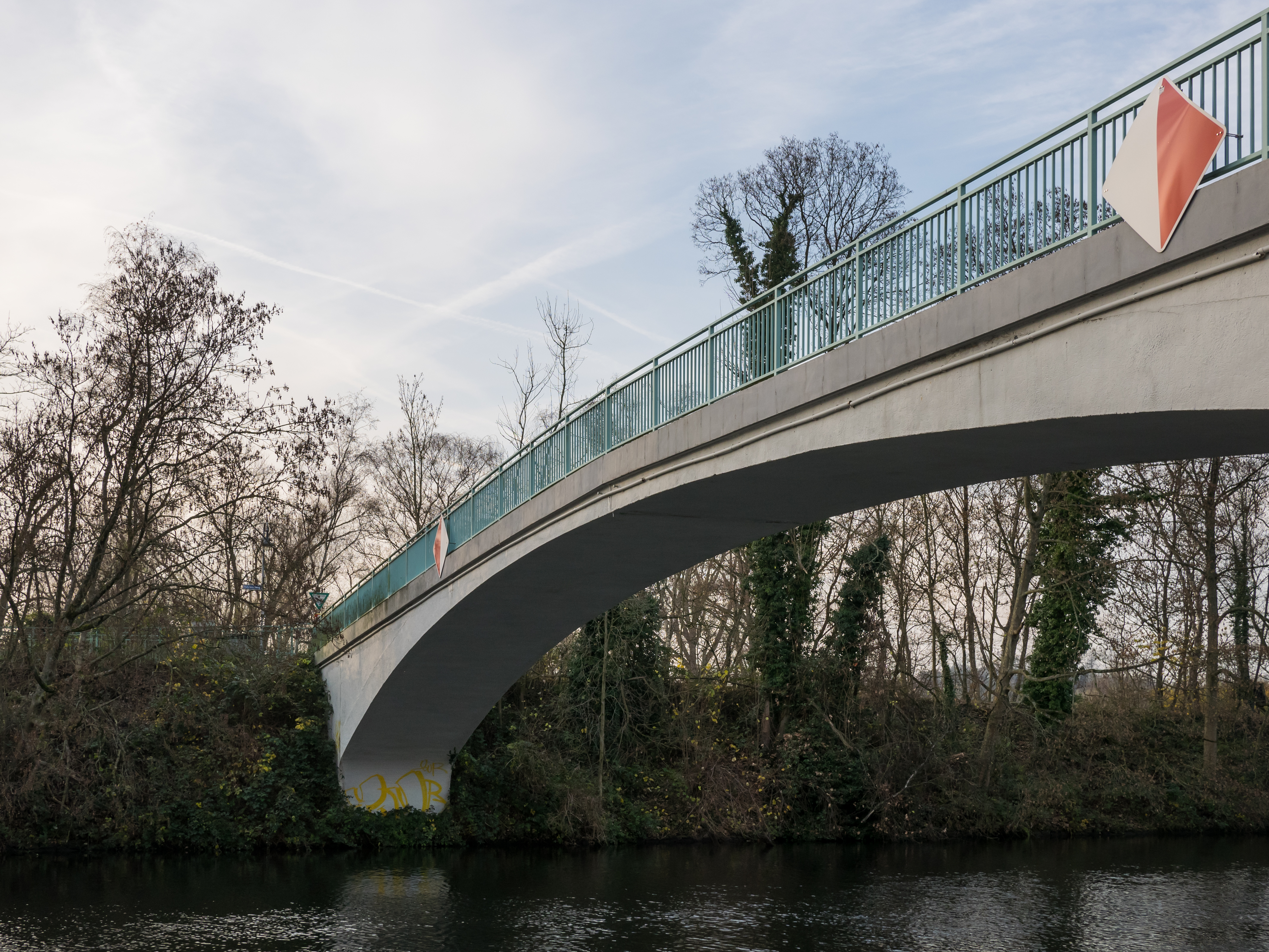
Florabrücke, 2016

Die Florabrücke in Mülheim an der Ruhr ist eine Brücke für Fußgänger und Radfahrer über den rechten Seitenarm der Ruhr vom Ruhrufer bis zum Ruhrinselweg auf der Dohneinsel. Die Bogenbrücke wurde 1963 eröffnet. Die Stützweite beträgt 46,28 m.